# وحدات الإستعلامات العامة (الجزائر)
وحدات الإستعلامات العامة هي أحد أهم فروع الأمن الوطني الجزائري تعرف اختصاراً بـ URG وتعمل على:
- البحث عن المعلومات من أجل معرفة
- قائية بالإجرام بمختلف أنواعه
- جمع وتحليل المعلومات
- متابعة الحركات الجمعوية والحرص على احترام التنظيمات والقوانين
- دراسة ومتابعة الرأي العام الوطني
- تقديم المشورة المطلوبة من طرف السلطات المختصة.